# 村舍花园

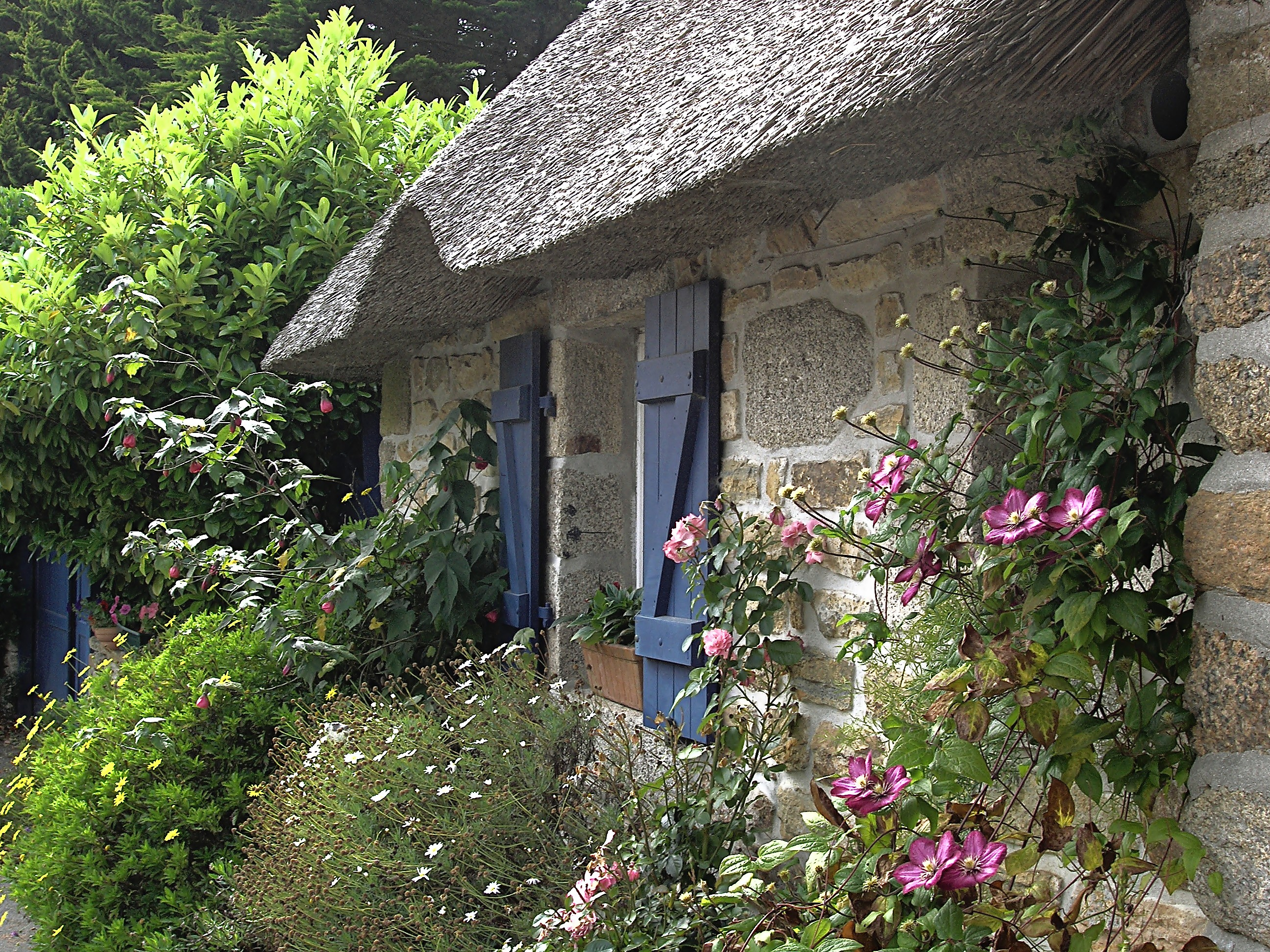
布列塔尼的一座村舍花园

村舍花园是一种别具一格的花园，具有自然随意的设计、不失传统的材料、繁密葱郁的园艺种植以及并存的观赏与实用价值。它起源于英国，与富丽堂皇的正式花园风格不同，村舍花园更注重优雅和情趣的映衬。早在几个世纪以前，工人阶级的村舍就有了简单又实用的花园。19世纪70年代，运用正式的设计，利用温室栽种大量的一年生植物，英国的庄园式花园保持着规则式的种植传统。而此时的村舍花园，不再局限于以往程序化的景观，开始重塑自己。
比起它们的“现代版”，最早的村舍花园可是更具实用性。主要种植蔬菜和香料植物，还会栽种一些果树。花园里或许还有个蜂箱，甚至放养着牲畜。这个时期，花卉只是各个空隙间的点缀之物。随着时间的推移，越来越多的鲜花绽放在村舍花园中。传统的村舍花园往往不是开放式的，你可能会看到一扇爬满玫瑰的门。而在早期的村舍花园中，蜀葵、三色堇（或香菫菜）、翠雀花，这三种19世纪最流行的花，受到人们的喜爱。当然还有已经不那么流行的玫瑰，一年开一次，香气四溢。花园里还种着一些简单的花卉，如雛菊和开花的草药。当时传统的灌木修剪法是修剪一个层层递进的锥形或者是一个随处可见的孔雀，这是整个花园景观的一部分。但是随意的“村舍花园”创造者就会加上一个日晷仪，或者不可思议的在小径的间隙上铺满百里香。而这在更早的“村舍花园”是不多见的。后来，就连大型的庄园式花园设计也包含了所谓的“村舍花园”元素。
跟更传统的英国“村舍花园”相比，现代“村舍花园”充满了数不尽的地域与个人特色，其中包括种植材料的选择上。比如，一些连郊区佃农都闻所未闻的装饰性草地以及本地植物。芬芳且枝叶繁茂的玫瑰仍是花园必不可少的主题。当然一些经过变种的现代抗病性玫瑰品种保持了这个传统特点。不管是传统还是现代的杂交品种，那些杂乱攀爬的植物在花园都十分常见。而自播种子的一年生植物以及自由扩散的多年生植物继续在现代的“村舍花园”寻找自己的生存之地，这跟它们在传统 “村舍花园”的生存之道没什么两样。

## 历史

### 起源

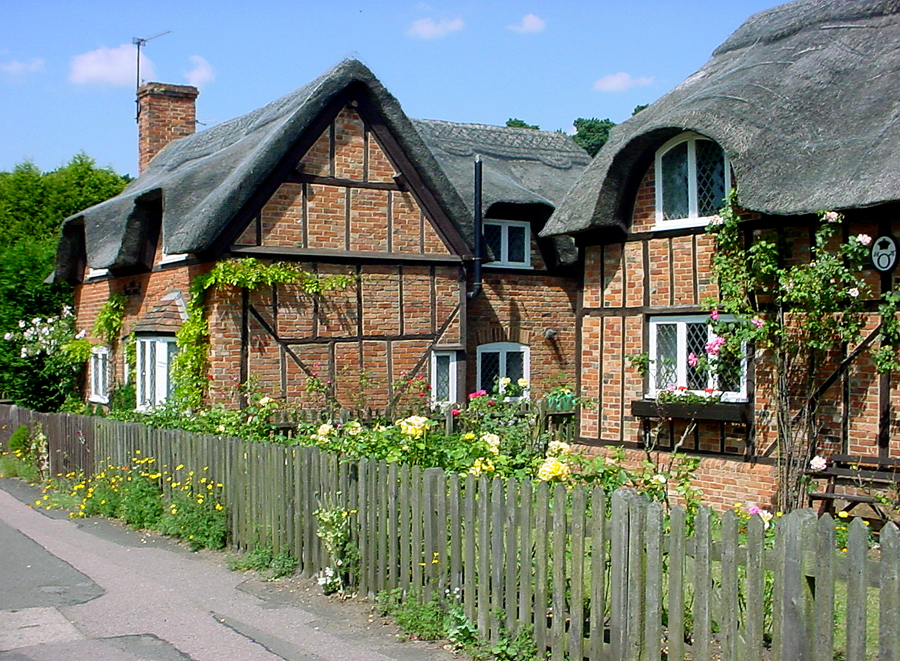
Vernacular thatched cottages (built in 1812-1816) in Woburn Street, Ampthill, Bedfordshire, surrounded by garden.

村舍花园出现于伊丽莎白时代，为当地产出药草和水果。有一种理论认为村舍花园的出现的起因是14世纪40年代的黑死病造成劳动者大量的死亡，空出大片土地，从而出现带私人花园的小村舍。根据19世纪晚期带有传奇色彩的村舍花园的起源，这些花园是由居住在村庄小村舍的农场工人们所创造的，以便为他们提供食物，药草和装饰用的花。海伦·利奇分析了富上了一层浪漫气息的村舍花园的历史起源，从历史研究的严谨的角度分析了村舍花园的风格，有一定装饰目的的小菜园和草药花园。她通过在花园遗址发现朴素的耐寒植物，做出如下结论，在19世纪时这些花园更多的是来自于有闲阶级的花园里，而不是农场工人的花园里。根据约翰·克劳迪亚斯·劳顿部分所写著作，劳顿曾帮助设计过牛津郡大克斯图的住宅区。在那里提供农场工人了一栋建筑良好的村舍，并附带了一个大约一英亩左右的花园，在这些园子里，工人们种植粮食，养猪，养鸡。
那时真正的自耕农佃农的花园有饲养蜜蜂和牲畜的蜂箱和畜圈，通常的是饲养猪，除此之外还有一口井，中世纪的佃农对养牲畜比对养花更有兴趣，草本植物也是种植来为药用而不是为了观赏它们。直到伊丽莎白时代，才有更多的社会财富和土地来种植花卉。甚至早期的村舍花园里的花通常都有实际的用处。紫罗兰被散播在土上（因为这些花有令人愉悦的香味以及它们防止害虫的功能）；金盏花和报春花这两种花都非常的具有吸引力并且用于烹饪。其它的，诸如美女罂粟和蜀葵则纯粹是为欣赏其美艳才栽种的。

### 演变
英国有闲阶级开始注重并发展非规则式园林设计的“自然性”。亚历山大·蒲柏（Alexander Pope）是非规则式园林的早期支持者，他在1713年所写的一篇文章中提倡具有“自然的亲切朴素性”的花园。18世纪的作家中支持花园设计少一些规则性，而多注重自然性的还有约瑟夫·艾迪生（Joseph Addison）和沙夫茨伯里勋爵（Lord Shaftesbury）。随着村舍花园的演变，《村舍园艺家》出版发行（1848—61），该书由乔治·威廉·约翰逊编纂，其重点正是针对所谓“花商的花卉”，如不同品种的康乃馨和报春花，这些花卉原本都是求胜心切的蓝领阶层的爱好。

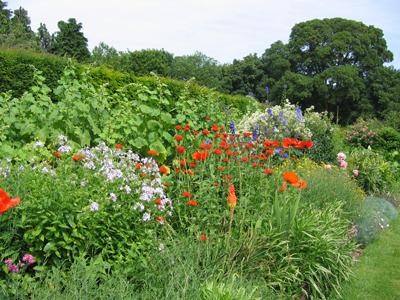
Restored Gertrude Jekyll border at Manor House, Upton Grey, Hampshire.

威廉·罗宾森（William Robinson）和格特鲁德·杰基尔（Gertrude Jekyll）在所著的书及杂志文章中提倡普及非规则式园林。罗宾森的《野性花园》（The Wild Garden）出版于1870年，其第一版中收录了一篇关于“英国野花的花园”的散文，再版时被删去。在他的《英国花园》（The English Flower Garden）中，以索默塞（Somerset）、肯特郡（Kent）和萨里郡（Surrey）的村舍花园为例，他评论道：“这些小花园如此美丽，从中我们可以认识到，使用简单的材料也能获得上等的效果。”自19世纪90年代开始，罗宾森的终身挚友杰基尔将村舍花园的理念应用于更多的结构设计之中，甚至包括大型的乡间别墅。她的《花园中的色彩》一书（Colour in the Flower Garden，1908年出版）直到今天依然在出版销售。
罗宾森（Robinson）与哲基尔（Jekyll）参与了工艺美术运动，这是一场盛行于19世纪10年代后期的运动，范围更广，涉及美术、建筑与手工艺，呼吁回归非规则的种植风格，此风格源自浪漫派传统以及真正意义上的英国村舍花园。这场运动以1888年的工艺美术展览为开端，倡导理想的自然乡村花园风格。罗宾森与哲基尔的花园设计多与该运动风格的房屋紧密相连，二人都深受这场运动领导者之一威廉·莫里斯（William Morris）影响。罗宾森曾引用威廉的观点对地毯式花坛进行谴责；哲基尔则在自然具有神秘色彩观点上与莫里斯取得一致，并将他在织物上的花卉设计应用到她的花园设计当中。莫里斯于肯特建造的红房子，在建筑、园林业激发了新思想的产生——原本“过时的”园林摇身一变成为英国中产艺术家们的时尚装饰，而村舍花园开始向美洲传播。

### 现代
二十世纪早期，“村舍花园”或表示如西德科特庄园一般宽阔高雅，英国作家维塔认为该庄园“承载了前所未有的浮夸盛名”，不过却精心得构造与控制了色彩间的和谐，如同著名的“红色花坛”一般。维塔在她自己的“村舍花园”里也采取了类似的应用，她的花园是西新赫斯特城堡里众多花园屋子其中之一——她对于村舍花园的理解为，一个“植物丛生的地方，花朵绽放的灌木与蔷薇交织不分，草本植物生着球状根茎，在树篱上攀爬而过，幼苗肆意而生。”“村舍花园”还受到诸如水彩画家海伦·阿林厄姆等艺术家的推崇。
在法国，村舍花园于20世纪早期得到发展，莫奈在纪梵尼的花园即是个有名的例子，该花园占地广大、遍布植草、色彩丰富，还有水上花园。如今，“村舍花园”这个词用来形容任一种非规则的花园风格，设计与种植已与英国村舍花园的传统起源大相径庭。明证有美国中西部的草原计划因地而异，以及加州灌木丛村舍花园。

## 设计
虽然传统村舍花园建在村舍周围，但是许多村舍式花园建在房屋甚至庄园周围，比如希德科特庄园屋，有其更温馨的“花园房”。村舍花园的设计更多地基于准则而非公式：它有一个非正式的外观，有看似随意的鲜花，香草组合，蔬菜常被挤到一个小地方。尽管外表如此，村舍花园有体现其优雅和魅力的设计和形式。由于空间有限，它们往往分布在小矩形地块，有其具有实际功能的小径和树篱或围栏。这些植物、布局和材料是选出来的，以给人们自然的印象和一种乡村的感觉。现代村舍花园比传统村舍花园更经常使用本地鲜花和材料。与传统村舍花园相同的是，他们都有自然的外观，都利用每寸土地，鲜花、香草和蔬菜多种多样。
村舍花园的设计是为了体现质朴，而不是做作或者虚夸。它用巧妙设计的不规则代替了艺术曲线，或者美妙的几何曲线。边缘可以直到房子，草坪替代小树丛、青草或花，花园可以需要多宽就有多宽。它用相邻植物和谐色彩组合的简单性，取代了大规模色彩方案的规则性。整体外观可以是“一个被鲜花接管的菜园”。植物种植密集的方法，原本为了减少除草和浇水的需求量，但石头小径或草皮小路，以及与任性的藤蔓一起疯长的修剪过的树篱，使得村舍花园具有需要及时修剪的特点。

## 植物

### 篱壁式植物
传统村舍花园的外围围墙是各类篱壁式植物组成的，这些植物不仅可以防止掠夺性牲畜的入侵、保护村舍隐私，而且还有其他用途。山楂树的叶子可以制成美味的茶点，而它的花朵则可以酿酒。生长力极强的接骨木，除了可以当作树篱外，其浆果可以食用和酿酒，其花朵可以与面糊煎炸（食用）或者制成乳液和药膏，（此外接骨木的）木材有很多用途，可以制成玩具，铆钉，扦棒及钓鱼竿。冬青树是另一种篱壁式植物，它传播迅速且通过自身繁殖。水腊树也是一种实用且增长迅速的篱壁式植物。随着时间的推移，村舍花园的树篱开始采用观赏性强而实用性弱的植物，包括月桂树、丁香、雪果、日本山茶等等。

### 果树
传统村舍花园中种植的果树包括苹果和梨，用于酿造苹果酒和梨酒，此外还有醋栗树和山莓树。现代村舍花园种有各种各样的观赏型果树和坚果树，如海棠和榛树，还有非传统树种如山茱萸树。